# (444) Giptis
(444) Giptis és un asteroide que forma part del cinturó d'asteroides i va ser descobert per Jérôme Eugène Coggia el 31 de març de 1899 des de l'observatori de Marsella, a França.
Gyptis va rebre al principi la designació de 1899 EL.
Més endavant es va anomenar per la llegendària princesa cèltica Giptis.
Gyptis està situat a una distància mitjana de 2,769 ua del Sol, i s'allunya fins a 3,255 ua. Té una inclinació orbital de 10,28° i una excentricitat de 0,1756. Completa una òrbita al voltant del Sol 1.683 dies.